# طوف فاضل تهليون (تشين)
طوف فاضل تهلیون (بالفارسية: طوف فاضل تهلیون) هي قرية تقع في إيران في قسم تشین الريفي. يقدر عدد سكانها بـ 45 نسمة بحسب إحصاء 2016.